# The Inner Circle
The Inner Circle, fue un stable de lucha libre profesional en All Elite Wrestling, estuvo formado por Chris Jericho, Ortiz & Santana, Jake Hager y Sammy Guevara. El stable fue creado el 2 de octubre de 2019 a partir del primer show semanal de AEW Dynamite.

## Historia

### All Elite Wrestling (2019-2022)
En All Out, Ortiz & Santana debutaron en AEW, atacando a The Lucha Bros (Pentagón Jr. & Rey Fénix) y a The Young Bucks (Matt Jackson & Nick Jackson), y a la vez, Chris Jericho ganó el inaugural Campeonato Mundial de la AEW tras derrotar a "Hangman" Adam Page. Tras esto, el 2 de octubre en el primer episodio de Dynamite. Jericho salió a atacar a Cody después de la lucha de éste con Sammy Guevara. Esa misma noche, Jericho, Ortiz y Santana derrotaron a Kenny Omega y The Young Bucks gracias a la interferencia de Jon Moxley contra Omega. Tras finalizada la lucha, atacaron a Matt y Nick pero Cody se presentó para salvarlos, en eso, Guevara apareció sólo para atacar sorpresivamente a Cody. Asimismo, Dustin Rhodes salió a defender a su hermano Cody pero fue atacado por Jake Hager, quien hacía su debut, estableciendo un nuevo equipo dentro de AEW. El 9 de octubre en Dynamite, se presentaron bajo el nombre de The Inner Circle, con Jericho como líder.
En Full Gear, Santana y Ortiz derrotaron a The Young Bucks, mientras que Jericho derrotó a Cody para retener el Campeonato Mundial después de que el aliado de Cody, MJF, arrojara la toalla y renunciara la lucha en nombre de Cody.  Como resultado de una estipulación previa al combate, Cody no puede volver a disputar el título. El 26 de noviembre en Dynamite, Soul Train Jones se reveló como un asociado de The Inner Circle cuando apareció en la empresa con ellos.
El 9 de febrero de 2022 en Dynamite, el Inner Circle tuvo una reunión de equipo que terminó con Sammy Guevara tirando su chaleco y abandonando el grupo. Más tarde se anunció que Jericho y Hager se enfrentarían a Santana y Ortiz en una lucha por equipos la semana siguiente, y se anunciaría como la lucha Inner Circle Implodes.

## Miembros

### Alineación final
| Nombre        | Tiempo                                    | Notas                                                        |
| ------------- | ----------------------------------------- | ------------------------------------------------------------ |
| Chris Jericho | 2 de octubre de 2019 – 9 de marzo de 2022 | Líder del stable. Miembro fundador y primer líder del grupo. |
| Jake Hager    | 2 de octubre de 2019 – 9 de marzo de 2022 | Miembro fundador del grupo.                                  |

### Miembros anteriores
| Nombre        | Tiempo                                       | Notas |
| ------------- | -------------------------------------------- | --- |
| MJF           | 7 de noviembre de 2020 – 11 de marzo de 2021 | Decidieron abandonar el grupo después de atacar a Chris Jericho y formar su propio stable llamado "The Pinnacle". |
| Wardlow       | 7 de noviembre de 2020 – 11 de marzo de 2021 | Decidieron abandonar el grupo después de atacar a Chris Jericho y formar su propio stable llamado "The Pinnacle". |
| Ortiz         | 2 de octubre de 2019 – 9 de febrero de 2022  | Decidieron abandonar el grupo, después de discutir con Chris Jericho.                                             |
| Sammy Guevara | 2 de octubre de 2019 – 9 de febrero de 2022  | Decidieron abandonar el grupo, después de discutir con Chris Jericho.                                             |
| Santana       | 2 de octubre de 2019 – 9 de febrero de 2022  | Decidieron abandonar el grupo, después de discutir con Chris Jericho.                                             |

## Subgrupos

### Subgrupos actuales
| Afiliado            | Miembros                    | Años      | Tipo   | Promoción(es) |
| ------------------- | --------------------------- | --------- | ------ | ------------- |
| Proud-N-Powerful    | Ortiz Santana               | 2019-2022 | Equipo | AEW           |
| Le Sex Gods         | Chris Jericho Sammy Guevara | 2020-2021 | Equipo | AEW           |
| Chris Jericho & MJF | Chris Jericho MJF           | 2021      | Equipo | AEW           |

## En lucha
- Movimientos finales en equipo
  - Ortiz y Santana
    - Street Sweeper (combinación de Blockbuster de Santana con Powerbomb de Ortiz)
- Movimientos finales de Jericho
  - Judas Effect (Spinning Back Elbow) - 2019-presente
  - Codebreaker (Double knee facebreaker) - 2007-presente
  - Walls of Jericho (WWE) / Liontamer (WCW) (Elevated Boston crab) - 1996-presente
- Movimientos finales de Hager
  - Patriot Lock (Ankle lock) – 2010–presente
- Movimientos finales de Guevara
  - Modified 630°
  - Shooting Star Press

## Campeonatos y logros
- All Elite Wrestling
  - AEW World Championship (1 vez e inaugural) – Jericho
  - AEW TNT Championship (1 vez) – Guevara
  - Dynamite Diamond Ring (2020) – MJF
  - Dynamite Award (2 veces)
    - Mayor paliza (2021) - The Inner Circle salta a Orange Cassidy (10 de junio)
    - Bleacher Report PPV Momento del año (2021) - Stadium Stampede Match (The Inner Circle vs. The Elite) en Double or Nothing (23 de mayo).

- Wrestling Observer Newsletter
  - Wrestler of the Year (2019) - Chris Jericho[3][4]
  - Best on Interviews (2019) - Chris Jericho[3]
  - United States/Canada MVP (2019) - Chris Jericho[4]
  - Most Charismatic (2019) - Chris Jericho[4]
  - Best Box Office Draw (2019) - Chris Jericho[4]